# Gottlieb Ringier
Gottlieb Ringier (ur. 8 grudnia 1837 w Wassen im Emmental, zm. 7 stycznia 1929 w Bernie) – szwajcarski polityk, kanclerz federalny w latach 1882–1909.

## Życiorys
Urodził się 8 grudnia 1837 w Wassen im Emmental.
Był członkiem Radykalno-Demokratycznej Partii Szwajcarii i reprezentował kanton Argowia. Sprawował urząd kanclerza federalnego Szwajcarii od 1 stycznia 1882, kiedy to zastąpił na stanowisku Johanna Ulricha Schiessa, do 31 grudnia 1909. Jego następcą został Hans Schatzmann.
Zmarł 7 stycznia 1929 w Bernie.